# Боргето деле Гјаје (Парма)
Боргето деле Гјаје је насеље у Италији у округу Парма, региону Емилија-Ромања.
Према процени из 2011. у насељу је живело 25 становника. Насеље се налази на надморској висини од 83 м.